# Tirant lo Blanc (personatge)
Tirant lo Blanc (originalment Tirant lo Blanch) és el personatge principal de la novel·la homònima escrita per Joanot Martorell, publicada a València el 1490.

## Orígens
És un cavaller que pertany al llinatge de Roca Salada, descendent d'Uterpendragó, pare del mític rei Artús, malgrat que aquest fet no té cap rellevància a la novel·la. El seu nom, tan a prop de Tristany, prové, en les seves pròpies paraules, de l'ascendència relacionada amb la inexistent marca de Tirània i amb el ducat de Bretanya:
«A mi dien Tirant lo Blanc per ço com mon pare fon senyor de la marca de Tirània, la qual per mar confronta ab Anglaterra, e ma mare fon filla del duc de Bretanya, e ha nom Blanca; e per ço volgueren que jo fos nomenat Tirant lo Blanc.»
La crítica literària ha cregut veure en el personatge elements biogràfics inspirats en personatges històrics com el cavaller borgonyó Geoffroy de Thoisy, el cabdill hongarès János Húnyadi i, sobretot, el comandant dels almogàvers Roger de Flor, amb qui manté uns paral·lelismes notoris: l'embarcament a Sicília i la guerra contra els turcs al servei de l'emperador de Constantinoble, l'animadversió que desperten entre la noblesa romana, el nomenament com a Megaduc i Cèsar de l'Imperi, les esposalles amb una princesa parent de l'emperador, i la mort a Adrianòpolis, malgrat que en circumstàncies diferents.

## Evolució del personatge
Tirant reuneix totes les qualitats esperables del seu rang –valentia, força, habilitat amb les armes– i esdevé un cortesà gentil i un estrateg militar amb uns grans dots de comandament, però l'element més innovador de l'obra és que alhora es mostra plenament humà, superant el plantejament de l'heroi clàssic. Al llarg de l'obra es presencia la vida d'un home en lluita amb si mateix, situat en el bell mig d'una xarxa de dones (Carmesina, Viudareposada, Ricomana, Estefania…) que marquen la seva existència. S'ha dit, en aquest sentit, que és un «personatge de carn i ossos», que evoluciona psicològicament a mesura que avança la narració.
Així, en els primers capítols anglesos s'hi fa menció d'aspectes que l'emparenten amb la vella cavalleria bretona, i en arribar a Constantinoble es confirma com el militar que combina el valor individual amb una excel·lent capacitat d'organització i conducció dels exèrcits. En la seva aventura africana, en què converteix el Magrib al cristianisme, mostrarà també un ànim evangelitzador que l'equipararà amb els croats. Tanmateix, a la capital romana, Tirant –fins aquell moment irònic i sorneguer respecte de l'amor– coneixerà la princesa Carmesina, de la qual s'enamorarà sobtadament i irremeiablement, perdent la seguretat que el caracteritzava i mostrant un profund apassionament que li canvia la conducta i el mostrarà vulnerable. En aquest context, els amors de Tirant i Carmesina es descriuen amb detalls cortesans i sensuals, i fins i tot el fan viure algunes escenes ridícules.
Al final de la novel·la, contra tota la tradició literària precedent, Tirant mor d'una malaltia fulminant (un «tan gran mal de costat e tan poderós que en braços lo hagueren a pendre») però després d'acomiadar-se per carta de la seva estimada i d'haver fet testament, deixant generoses quantitats als seus hereus de parentiu i als criats i servidors. Les seves darreres paraules són l'exclamació «Jesús, fill de David, hages mercé de mi: credo, proteste, confesse, penit-me, confie, misericòrdia reclame Verge Maria, Àngel Custodi, àngel Miquel, emparau-me, defeneu-me Jesús, en les tues mans, Senyor, coman lo meu sperit».